# انگوس مک‌کینون
انگوس مک‌کینون (انگلیسی: Angus McKinnon؛ ۸ دسامبر ۱۸۸۶ – May 1968) بازیکن فوتبال اهل بریتانیا بود.
از باشگاه‌هایی که در آن بازی کرده‌است می‌توان به باشگاه فوتبال کارلایل یونایتد، باشگاه فوتبال آرسنال، و باشگاه فوتبال چارلتون اتلتیک اشاره کرد.